# Kabir Stori

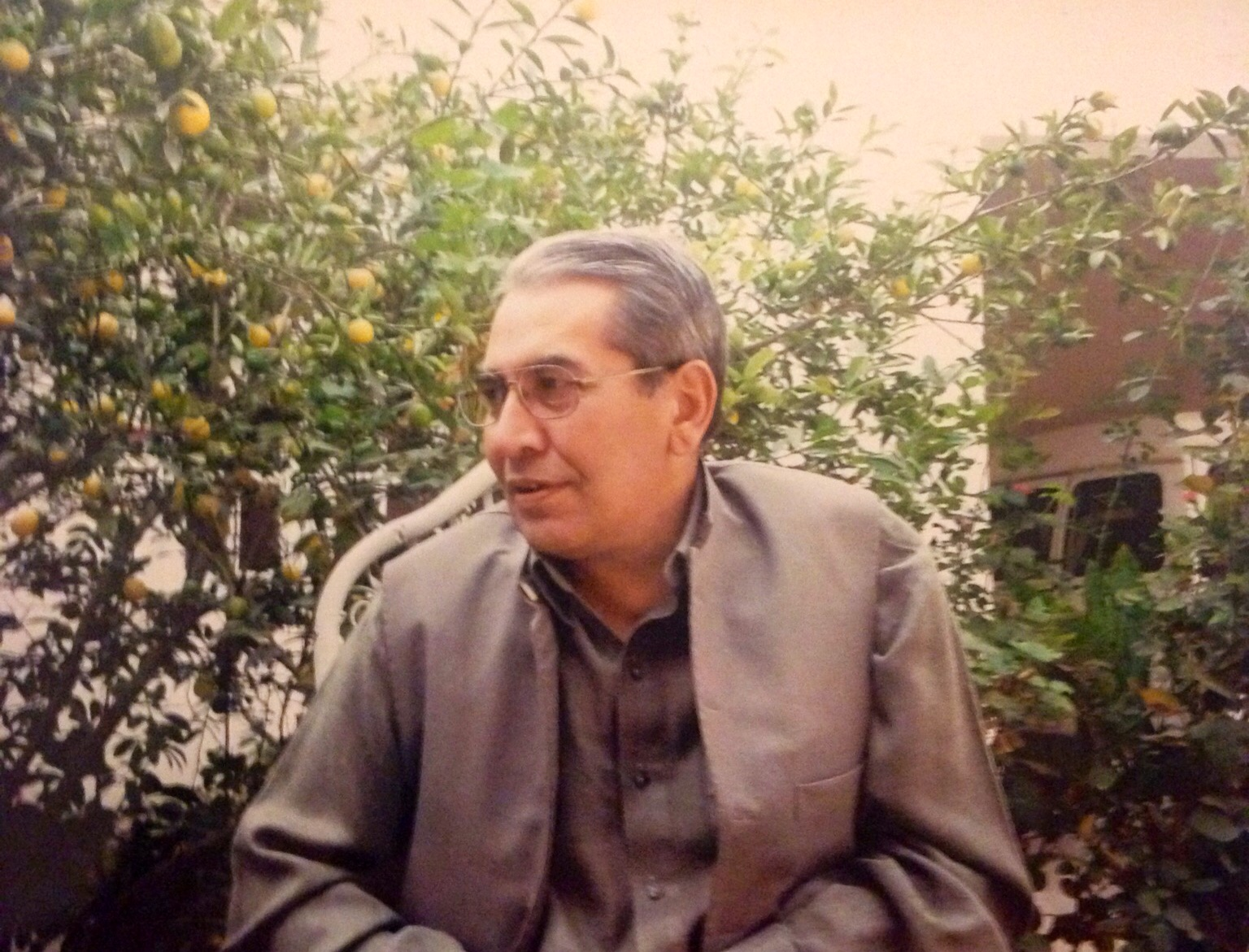
Kabir Stori (2005)

Kabir Stori, Paschtu:کبير ستوری‎, (* 6. April 1942 in Khas Kunar, Afghanistan; † 4. April 2006 in Wesseling, Deutschland) war ein paschtunischer Politiker, Schriftsteller und Literaturwissenschaftler. Er war Mitgründer sowie bis zu seinem Tod langjähriger Vorsitzender der Sozialdemokratischen Partei der Paschtunen (PSDP).

## Werdegang
Stori wuchs in seinem Heimatort Khas Kunar am Hindukusch auf und besuchte das Rahman-Baba-Lyzeum in Kabul. In Deutschland studierte er an der Johann Wolfgang Goethe-Universität Frankfurt am Main, der Universität zu Köln und der Philipps-Universität Marburg Psychologie mit den Nebenfächern Philosophie, Politikwissenschaft und Soziologie.
Ab 1973 arbeitete Stori für die Deutsche Welle als Moderator, Redakteur und Übersetzer aus dem Paschtunischen. Seiner Volksgruppe diente er als Botschafter seiner Sprache und hat viel zu ihrer Entwicklung und Verbreitung durch die westlichen Medien beigetragen. Er war außerdem Mitglied der International Association Of Applied Psychology. Im Bereich der Poesie und Prosa vertrat Stori die progressive Schule des paschtunischen Dichters Ajmal Khatak.
Stori gründete am 27. Februar 1981 in Köln die Sozialdemokratische Partei der Paschtunen, in der Paschtunen aus Afghanistan und Pakistan zusammenarbeiten, und war bis zu seinem Tod ihr Vorsitzender.
Er starb an einem Herzinfarkt in Wesseling und wurde am 7. April 2006 in seinem Heimatort Khas Kunar im Nordosten Afghanistans beigesetzt.

## Ehrungen

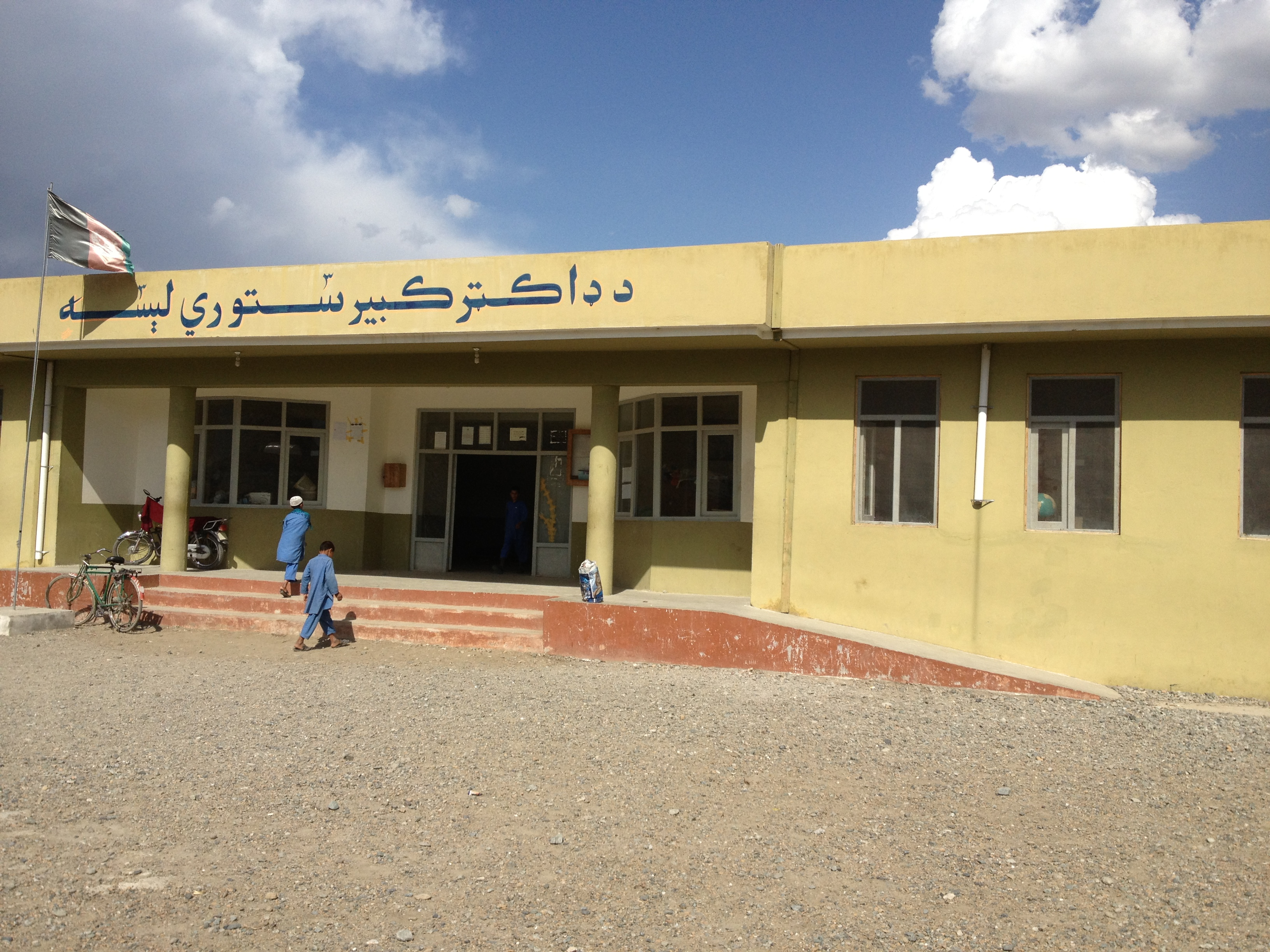
Dr. Kabir Stori Lycee in Khas Kunar, Afghanistan – 2013

Zu seinem 7. Todesjahr wurde das Gymnasium in seinem Heimatort von „Khas Kunar Lycee“ zum „Dr. Kabir Stori Lycee“ umbenannt. Bis heute werden Kabir Stori zu Ehre weltweit Seminare gehalten.

## Werke
- Pakhtoonkhwa: Eine Sammlung eigener Aufsätze und Gedichte, die auch Aufsätze von anderen Schriftstellern (Autoren) enthalten, (1977, Deutschland)
- Entwicklung eines Kulturfairen Intelligenztests, (1985, Marburg/Lahn, Deutschland)
- Wira (Angst): Theorien, Messung und Therapie von Furcht, (1985, 1990 Deutschland; 2001, Peshawar, KOR Verlag, Publications Department; Herausgeber: Haus der Wissenschaft von Pashtoonkhwa, Peshawar/Pakistan)
- De Wire Tala (Messung der Angst), (1992, Deutschland)
- De Hukhyartia Tala (Intelligenz-Test), (2000, KOR Verlag, Publications Department; Herausgeber: Haus der Wissenschaft von Pashtoonkhwa, Peshawar/Pakistan)
- Zabsapohana (Sprachpsychologie), (2000, Verlag: Danish Culture Association; Herausgeber: Haus der Wissenschaft von Pashtoonkhwa, Peshawar/Pakistan)
- De Hokhyartia Kulturi be Palawa Tala (Kulturfairer Intelligenz-Test (C-I- T)) in drei Sprachen (Paschtu, Deutsch und Englisch), (2004, KOR Verlag, Publications Department; Herausgeber: Haus der Wissenschaft von Pashtoonkhwa, Peshawar/Pakistan)
- De Pedaikhti Banno De Hokhyartia Tala (Naturformen des Intelligenztests (N-I-T)), in drei Sprachen (Paschtu, Deutsch und Englisch), (2004, KOR Verlag, Publications Department; Herausgeber: Haus der Wissenschaft von Pashtoonkhwa, Peshawar/Pakistan)

Gedichte:
- Skarwatta (Glut): Eine Anthologie von Gedichten, herausgegeben zusammen mit einem anderen afghanischen Dichter, (1976, Deutschland)
- Jwandi Khyaloona (Lebendige Gedanken), (1997, KOR Verlag, Publications Department, Peshawar Pakistan)
- De Qalam Tora (Das Schwert vom Stift), (1999, Verlag: Danish Culture Association; Herausgeber: Haus der Wissenschaft von Pashtoonkhwa, Peshawar Pakistan)
- Sandareez Paigham (Die Nachricht der Liedern), (2002, Verlag: Danish Culture Association; Herausgeber: Haus der Wissenschaft von Pashtoonkhwa, Peshawar Pakistan)
- Khwagi Misrai (Süßeste Verse), (2006, Verlag: Danish Culture Association; Herausgeber: Haus der Wissenschaft von Pashtoonkhwa, Peshawar Pakistan)